# اومبرتوی دوم

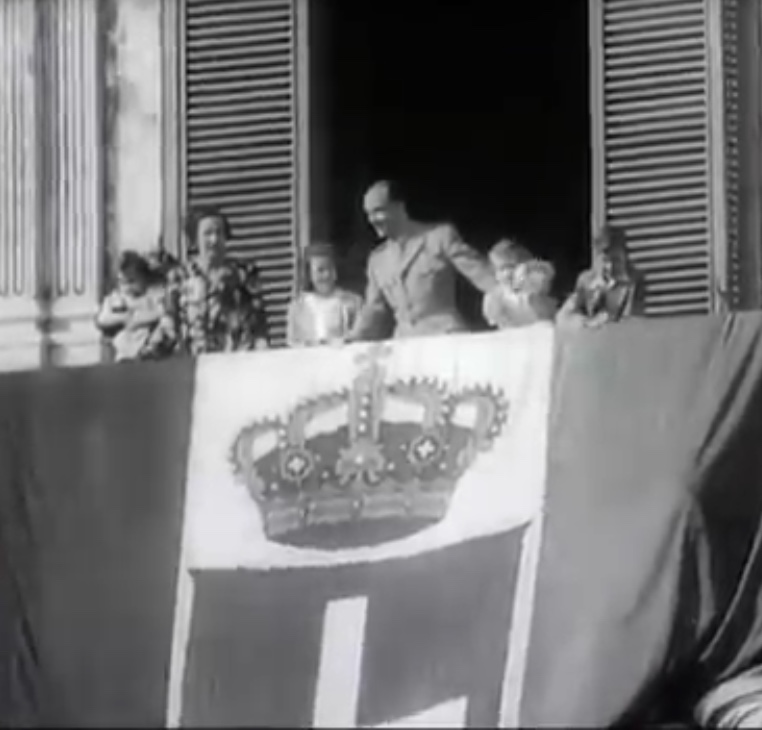
شاه اومبرتو دوم، پادشاه ایتالیا به همراه همسر و فرزندانش در بالکن کاخ شاهنشاهی ایتالیا. بر روی نرده‌های بالکن کاخ، پرچم تاج نشان پادشاهی ایتالیا گذاشته شده است.

اومبرتو دوم (متولد ۱۵ سپتامبر ۱۹۰۴ – درگذشته ۱۸ مارس ۱۹۸۳)، برای کمی بیش از یک ماه پادشاه ایتالیا از ۹ مه تا ۱۲ ژوئن ۱۹۴۶ بود و به همین خاطر به او لقب پادشاه ماه مه را داده‌اند.
ویکتور امانوئل سوم برای بدست آوردن پشتیبانی مردم برای حفظ تاج و تخت سعی کرد او را جانشین خود کند که این کار نافرجام ماند؛ و پنجاه و پنج درصد مردم ایتالیا در همه‌پرسی سال ۱۹۴۶ رأی به الغای نظام پادشاهی ایتالیا دادند.
اومبرتو تا آخر عمرش یعنی تا سال ۱۹۸۳ در تبعید در پرتغال زندگی کرد و حق بازگشت به کشورش را نداشت.
در زمان مرگش رئیس‌جمهور ساندرو پرتینی از مجلس ایتالیا خواست که اجازه دهد اومبرتو به سرزمین مادریش بازگردد. به‌هرحال اومبرتو در ژنو درگذشت اما هیچ نماینده‌ای از دولت ایتالیا در خاکسپاری وی حاضر نشد.